# فرانس پاولس
فرانس پاولس (هلندی: Frans Pauwels; ۸ سپتامبر ۱۹۱۸ – ۲۴ ژانویهٔ ۲۰۰۱) دوچرخه‌سوار اهل هلند بود.